# Angelika Bachmann (Violinistin)
Angelika Bachmann (* 12. Juni 1972 in Hamburg) ist eine deutsche Violinistin und Komponistin. Sie ist Gründerin und erste Geigerin des international auftretenden Quartetts Salut Salon. Bachmann ist zudem Psychologin, Systemischer Business Coach und Dozentin für agile Unternehmenstransformation. Mit Projekten wie The Young ClassX und SalutDeluxe engagiert sie sich für chancengleiche musikalische Bildung von Kindern und Jugendlichen. Bachmann nutzt ihre Reisen in mittlerweile mehr als 100 Länder, um Sozialprojekte zu unterstützen und mit Kindern und Jugendlichen vor Ort musikalisch zu arbeiten. Für dieses ehrenamtliche Engagement wurde sie 2011 mit dem Bundesverdienstkreuz ausgezeichnet. Seit 2015 ist sie zudem Ehren-Schleusenwärterin der Stadt Hamburg.

## Leben

### Ausbildung
Angelika Bachmann wuchs in Hamburg auf. Aufgrund ihrer Hochbegabung wurde sie vom Senat der Freien und Hansestadt Hamburg vom Schulunterricht befreit und erhielt fortan Hausunterricht. Im Alter von vier Jahren gab sie ihre ersten Konzerte, mit fünf Jahren begann sie zu komponieren und ab dem siebten Lebensjahr trat sie als Solistin mit namhaften Orchestern wie den Hamburger Symphonikern auf.
Bachmann gewann mehrere erste Bundespreise bei Jugend musiziert und erhielt erste Preise sowie Sonderauszeichnungen für besondere Interpretationen beim Hamburger Instrumental-Wettbewerb Zudem war sie Stipendiatin der Oscar und Vera Ritter-Stiftung.
Nach dem Abitur studierte Angelika Bachmann Philosophie, Germanistik und Pädagogik an der Universität Hamburg sowie Musik und Sprecherziehung an der Hamburger Hochschule für Musik und Theater. An der Bergischen Universität Wuppertal erlangte sie anschließend einen Master in Psychologie. Bachmann promoviert zurzeit im Fach Soziologie zum Thema „Intervention im Jugendstrafvollzug“.

### Künstlerisches Wirken
2002 gründete Angelika Bachmann zusammen mit Simone Bachmann, Iris Siegfried und Ameli Winkler in Hamburg das Ensemble Salut Salon, dessen geschäftsführende Gesellschafterin sie seitdem ist.Charakteristisch für das Repertoire des Quartetts sind eigene Kompositionen und Chansons, selbst neu arrangierte klassische Stücke, Tango Nuevo und Filmmusik. In ihren Programmen verbinden sie klassische Musik mit Elementen aus Pop, Rap, Jazz und Folk, poetischem Puppenspiel und Instrumental-Akrobatik. Das Musikvideo „Wettstreit zu viert“ des Quartetts wurde auf dem Videoportal YouTube mehr als 38 Millionen Mal abgerufen. Bachmann gibt mit Salut Salon im Schnitt über 100 Konzerte jährlich u. a. in Europa, auf dem afrikanischen Kontinent und in Südamerika, in Israel, Russland, den USA, China, Indien und Korea. Das Ensemble ist dafür bekannt, in der jeweiligen Landessprache zu singen und zu moderieren. 2016 erhielt Bachmann mit dem Quartett den ECHO Klassik in der Kategorie „Klassik ohne Grenzen“.

### Arbeit als Coach
Angelika Bachmann ist Systemischer Business Coach, Scrum Master und Resilienz-Coach. Sie ist Expertin und Beraterin für Organisationstransformation und agilen Kulturwandel. Auf diesen Feldern kooperiert sie auch mit dem Münchner Coaching- und Beratungsunternehmen connect & develop. Als Fachbuchautorin schreibt sie über Methoden wie die Strategieumsetzung mit OKR (Objectives and Key Results).
Ihre weiteren Fachgebiete im Coaching liegen in den Bereichen Rhetorik und Lampenfieber, Storytelling sowie Stress- und Burn-out-Prävention. Bachmann ist Dozentin für aglie Organisationstransformation und für Kommunikation an der Hochschule Fresenius in Hamburg und an der Ruprecht-Karls-Universität Heidelberg.

### Soziales Engagement

#### Salut Deluxe
2020 gründete Bachmann gemeinsam mit dem Rapper Samy Deluxe in Hamburg den gemeinnützigen Verein SalutDeluxe, dessen Ziel es ist, Kinder und Jugendliche unabhängig von ihrem sozialen Hintergrund musikalisch zu fördern und dabei Teamwork, Eigenverantwortung sowie Gemeinsinn zu stärken. Durch einen pädagogischen Ansatz, der auf Diversität und Inklusion basiert, möchte SalutDeluxe diskriminierende Zuschreibungen aufbrechen und neue vorurteilsfreie Narrative entwickeln. SalutDeluxe kombiniert in seinem Programm das Genre Hip-Hop mit Klassik und bietet zudem Workshops in Medienkompetenz an. Das Projekt richtet sich an Kinder und Jugendliche ab dem Schulalter. SalutDeluxe wird u. a. gefördert von der Haspa Musik Stiftung der Hamburger Sparkasse. Die Zusammenarbeit von Angelika Bachmann und Samy Deluxe begann 2017 mit dem gemeinsam geschriebenen Song „Wie tief kann man lieben“, der Klassik mit Rap verbindet und den die beiden im selben Jahr im Rahmen des PxP-Festivals auf der Berliner Waldbühne erstmals live aufgeführt haben.

#### The Young ClassX
Bachmann entwickelte 2008 gemeinsam mit dem Vorstandsvorsitzenden der Otto Group, Alexander Birken, das Konzept zu der Musikinitiative The Young ClassX und gründete mit der Otto Group den gleichnamigen gemeinnützigen Verein. Bachmann ist seit Beginn künstlerische Leiterin. The Young ClassX ist ein Programm zur Musikvermittlung mit einem Fokus auf junge Menschen aus weniger privilegierten Familien. Mehr als 30.000 Kinder und Jugendliche in Hamburg sowie in den Partnerstädten Dresden und Karlsruhe haben über The Young ClassX mittlerweile kostenlos Zugang zu klassischer Musik erhalten. Die Kinder und Jugendlichen singen dabei in Chören, spielen in Orchestern und fahren mit dem Musikmobil des Projekts zu Orchesterproben, Konzerten sowie zu Instrumentenwerkstätten.
Kooperationspartner des Vereins sind u. a. die Hamburger Behörde für Schule und Berufsbildung sowie das Landesinstitut für Lehrerbildung und Schulentwicklung, die Elbphilharmonie, das Ensemble Resonanz, das Schleswig-Holstein Musik Festival, Steinway & Sons, das NDR Elbphilharmonie Orchester, das Hamburg Ballett John Neumeier, die Hochschule für Musik und Theater und die Hamburgische Staatsoper. Schirmherren von The Young ClassX sind Michael Otto, Aufsichtsratsvorsitzender der Otto Group, und Peter Tschentscher, Erster Bürgermeister und Präsident des Senats der Freien und Hansestadt Hamburg.
2019 wurde The Young ClassX mit dem Deutschen Kulturförderpreis für herausragendes Kulturengagement ausgezeichnet. Der Preis wird jährlich vom Kulturkreis der deutschen Wirtschaft im BDI e. V., der Süddeutschen Zeitung und dem Handelsblatt verliehen.

#### Hamburger Instrumental-Wettbewerb und Konzert der Kinder
Bachmann übernahm im Jahr 2013 von Walter Gehlert die Leitung des Hamburger Instrumental-Wettbewerbs, der in den 1950er Jahren vom Landesverband der Tonkünstler und Musiklehrer gegründet wurde und seitdem eine wichtige kulturelle Institution für Nachwuchsförderung ist. Jedes Jahr nehmen mehrere hundert Kinder und Jugendliche zwischen 6 und 20 Jahren am Wettbewerb teil. 2016 entwickelte Bachmann gemeinsam mit der Journalistin und Autorin Stephanie Schiller zudem den Wettbewerb „Töne der Welt“, in dem auch Kinder und Jugendliche gefördert werden, die ein in der Klassik eher seltenes Instrument spielen, zum Beispiel Alphorn, arabische Oud und persische Santur. Gefördert wird der Wettbewerb von der Haspa Musik Stiftung, dem Pianohaus Trübger sowie der Oscar und Vera Ritter-Stiftung, deren langjährige Stipendiatin Angelika Bachmann war.

#### Die Coolen Streicher
1993 gründete Bachmann das Kinderorchester Coole Streicher, in dem Kinder und Jugendliche unabhängig von ihrem Niveau gemeinsam musizieren. Angelika Bachmann schreibt die Arrangements für die Coolen Streicher, die 2007 unter dem Titel „Flexible Strings“ auch im Verlag Breitkopf & Hertel veröffentlicht wurden. Das Konzept der Arrangements ist, dass jedes Kind eine seinen individuellen Fähigkeiten entsprechende Stimme erhält. Mehrfach gewannen die Coolen Streicher den Hamburger Instrumental-Wettbewerb und konzertierten bereits mit den Berliner Symphonikern in der Berliner Philharmonie. 2004 bekamen sie in Frankfurt auf der Internationalen Musikmesse vom damaligen Bundespräsidenten Johannes Rau den Inventio-Förderpreis des Deutschen Musikrats als innovativstes Musikprojekt Deutschlands überreicht.

#### Botschafterin der Kindernothilfe
Seit 2003 ist Bachmann Botschafterin der Kindernothilfe. Sie engagiert sich seitdem als Patin in Chile für die Musikschule Escuela Popular de Artes und arbeitet zudem in anderen Kindernothilfe-Projekten vor Ort. In Sri Lanka setzt sie sich seit 2020 für die Good Shepherd Sisters ein. Dieses Kindernothilfe-Projekt betreut Kinder und Jugendliche, die im Bürgerkrieg oder durch den Tsunami Angehörige verloren haben. Im Kosovo besuchte Bachmann 2015 ein Ausbildungszentrum der Diakonie Kosova in Mitrovica und unterstützte im dortigen Traumazentrum serbische und albanische Jugendliche bei deren Versöhnungsarbeit.
Ebenfalls 2015 engagierte Bachmann sich in dem brasilianischen Kindernothilfe-Projekt „Raízes Locais“ in der Favela Mangueirinha in Duque de Caxias. Das Projekt unterstützt die Befriedung der Favela, sodass Kinder in Sicherheit Capoeira tanzen, Theater spielen sowie Musik machen können. Außerdem arbeitete sie musikalisch mit Kindern und Jugendlichen in Kigali, Ruanda. Als Folge dieses Besuchs gründete sich in der Hauptstadt Kigali ein Friedensorchester, dessen Aufbau Bachmann von Deutschland aus förderte. 2010 betreute Bachmann in Haiti, direkt nach dem Erdbeben vom 12. Januar, Kinder- und Jugendgruppen in Notunterkünften. Zudem half sie bei dem Aufbau von Child Friendly Spaces (CFS), mit denen die Kindernothilfe Tausenden traumatisierten Mädchen und Jungen sichere Räume bot.

#### Weiteres internationales Engagement
Gemeinsam mit der Dirigentin Anna-Sophie Brüning unterrichtete Bachmann 2017 in einem Flüchtlingslager in Dschenin sowie an der Musikschule Al Kamandjati in Ramallah, die 2002 von dem Geigen- und Buzuq-Spieler Ramzi Aburedwan gegründet wurde.
In Nordkorea gab Bachmann 2016 Violin-Masterclasses für junge Menschen, u. a. im Schülerpalast Mangyongdae in Pjöngjang und im Schoolchildrens’ Palace in Kaesŏng. In Südkorea gab Bachmann 2014 Konzerte zusammen mit dem Heart to Heart Orchestra, das aus Jugendlichen mit Entwicklungsstörungen besteht. Des Weiteren arbeitete sie mit Kindern der Musikschule El Sistema Südkorea. Im Jahr 2013 unterstützte sie Musik-Projekte der UNICEF im Staatlichen Konservatorium Jerewan in Armenien, wo sie jugendliche Preisträgerinnen und Preisträger auf deren Auftritt bei den Salzburger Festspielen vorbereitete. Während einer Konzerttournee in Kenia initiierte sie 2015 das Projekt „Skype-Classes“ fürjunge und Streicher Streicherainnen der Initiative Ghetto Classics in Korogocho, einem Slum auf der Mülldeponie Dandora in Nairobi: Der Musikunterricht findet online statt und wird durch Spenden der Stiftung Chancen für Kinder finanziert.

#### Stiftungsarbeit und Ämter
Im Jahr 2004 rief Bachmann gemeinsam mit Maximilian Gege, Gründer des Bundesdeutschen Arbeitskreises für Umweltbewusstes Management (B.A.U.M. e. V.) die Stiftung Chancen für Kinder ins Leben. Ziel der Stiftung ist es, Kindern in Entwicklungs- und Schwellenländern eine bessere Ausbildung und lebenswertere Zukunft zu ermöglichen. Die Stiftung hilft zudem benachteiligten jungen Menschen in Deutschland und unterstützt Aktionen zugunsten schwer erkrankter Kinder, etwa Klinik-Clowns und „Hände für Kinder“. Die Stiftung arbeitet weitgehend ehrenamtlich. Rund 95 Prozent der Spenden werden für Stiftungszwecke eingesetzt. Bachmann ist Mitglied des Stiftungskuratoriums. Seit 2016 ist Bachmann zudem Mitglied im Kuratorium der Haspa Musik Stiftung der Hamburger Sparkasse. Darüber hinaus war sie von 2018 bis 2020 Vizepräsidentin des Landesmusikrats Hamburg.

## Auszeichnungen
- 2004: Musikförderpreis inventio für das Projekt „Coole Streicher“ als innovativstes Musikprojekt Deutschlands
- 2011: Bundesverdienstkreuz für die ehrenamtliche Arbeit mit Kindern weltweit
- 2015: Ehren-Schleusenwärterin der Stadt Hamburg
- 2016: Echo Klassik in der Kategorie „Klassik ohne Grenzen“
- 2019: Deutscher Kulturförderpreis für das Projekt „The Young ClassX“

## Diskographie
| Jahr        | Titel                                               | Anmerkung                                                                                     |
| ----------- | --------------------------------------------------- | --------------------------------------------------------------------------------------------- |
| 2005        | Was kann das Herz dafür                             | Erstveröffentlichung: 2005 (CD, Live-Mitschnitt)                                              |
| 2007        | Herzenssache                                        | Erstveröffentlichung: 2007 (CD, Live-Mitschnitt)                                              |
| 2009        | Klassisch verführt                                  | Erstveröffentlichung: 2009 (DVD, Live-Mitschnitt)                                             |
| 2010 – 2011 | Salut Salon. Der Film                               | Erstveröffentlichung: 2012 (DVD, Live-Mitschnitt)                                             |
| 2013        | Dichtung und Wahrheit. Das Beste aus 10 Jahren      | Erstveröffentlichung: 2013 (CD, Live-Mitschnitt)                                              |
| 2014        | Christmas with Salut Salon                          | Erstveröffentlichung: 2014                                                                    |
| 2015        | Salut Salon LIVE                                    | Erstveröffentlichung 2015                                                                     |
| 2016        | Carnival Fantasy                                    | Erstveröffentlichung 2016 (CD, DVD)                                                           |
| 2017        | Wie tief kann man lieben (Single) feat. Samy Deluxe | Erstveröffentlichung: 2017 Geschrieben von: Angelika Bachmann, Samy Deluxe, Franz Wittenbrink |

## Fernsehauftritte (Auswahl)

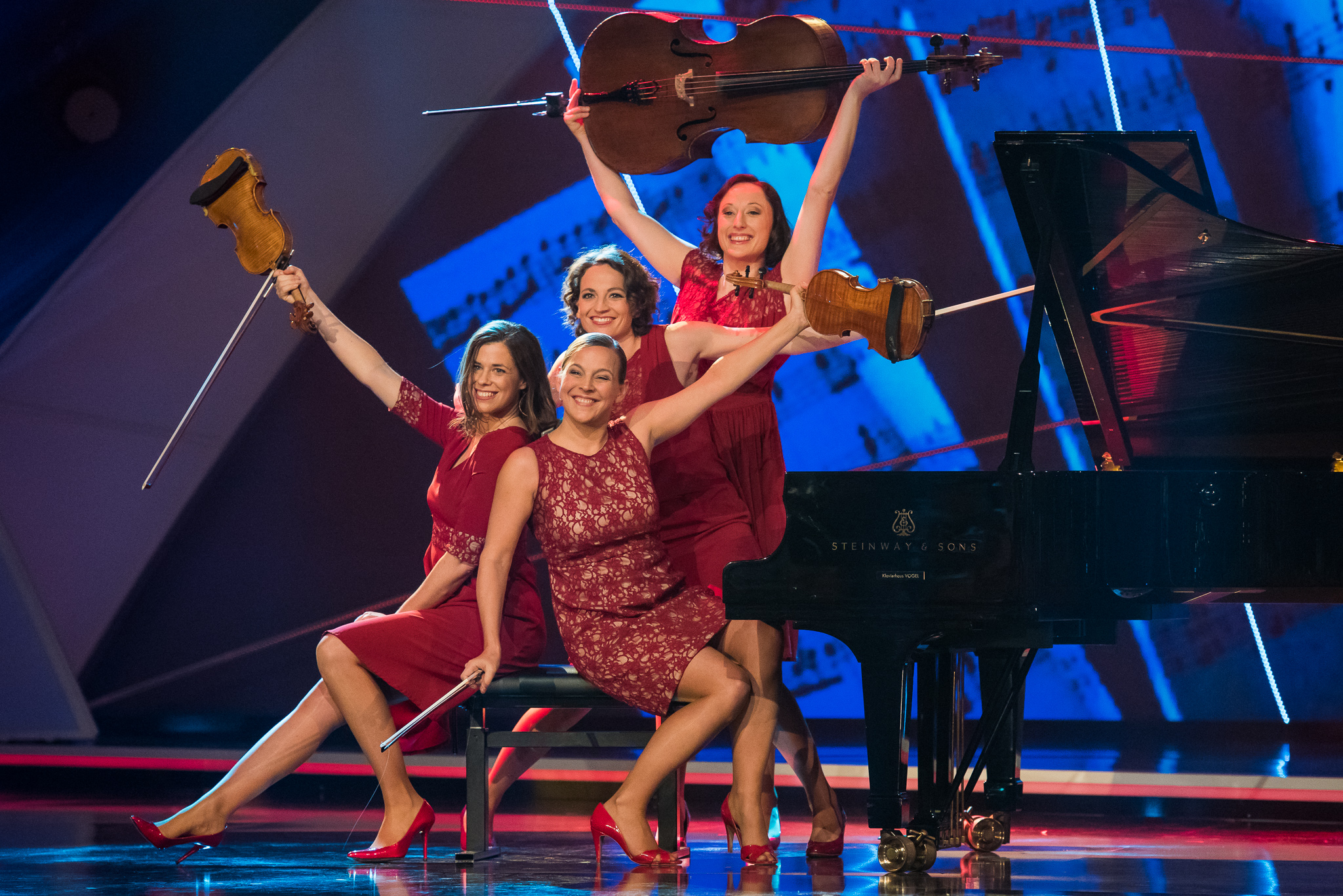
2014 BR Sternstunden-Gala – Salut Salon

- NDR (07/2023): Daniel Hope und das wilde Orchester von Angelika Bachmann | Schleswig-Holstein Magazin[58]
- ZDF (03/2023): Zu Gast bei Volle Kanne[59]
- NDR (03/2023): Zu Gast in der NDR Talk Show[60]
- ZDF (10/2021): Happy Birthday Giora Feidmann!
- NDR (06/2021): Salut Salon bei Zeit für Kultur! Dein Festival![61]
- 3sat (08/2020): Salut Salon – Ein Quartett auf Truck Tour[62][63]
- Arte (07/2020): Hope@Home on Tour ! Salut Salon zu Gast bei Daniel Hope
- NDR (07/2019): Salut Salon im Circus Roncalli[64]
- BR (05/2019) : zu Gast in der BR Abendschau[65]
- NDR (08/2018): Beitrag in NDR DAS![66]
- NDR (06/2018): Beitrag im Hamburg Journal[67]
- MDR (12/2017): Charme, Witz und viel Phantasie | Sachsenspiegel[68]
- ZDF (10/2017): ZDF-Morgenmagazin[69]
- NDR (07/2017): Zu Gast bei DAS! auf dem roten Sofa[70]
- NDR (07/2017): Zu Gast bei Tietjen und Bommes[71]
- Sarah‘ Music (07/2017): Salut Salon: Classical quartet with a difference | with Sarah Willis[72]
- NDR (06/2017): Salut Salon und Samy Deluxe im Interview | Hamburg Journal[73]
- NDR (05/2017): Salut Salon präsentiert neues Programm LIEBE | Hamburg Journal[74]
- Das Erste (01/2016): Salut Salon erobern Frankreich | Tagesthemen[75]
- ZDF (01/2015): Salut Salon zu Gast bei den „Ghetto Classics“ in Kenia | heute journal[76]
- ZDF (01/2010): Salut Salon | heute journal[77]

## Veröffentlichungen
- (Hrsg.): Flexible Strings. 5 Stücke für variables Streicher-Ensemble. Breitkopf & Härtel[78]
- mit Ulrich Kastner: Strategieumsetzung mit OKRs transparent – ambitioniert – fokussiert. In: D. Werther (Hrsg.): Vision – Mission – Werte. Die Basis der Leitbild- und Strategieentwicklung. Beltz Verlag, 2. Auflage, 2020, S. 67–77.[79]